# بردگاتن (مین)
بردگاتن (به انگلیسی: Bridgton, Maine) یک شهر در ایالات متحده آمریکا است که در شهرستان کامبرلند، مین واقع شده‌است.

## خصوصیات
بردگاتن ۱۶۶٫۳۸ کیلومترمربع مساحت و ۵٬۲۱۰ نفر جمعیت دارد و ۱۲۱٫۹۲ متر بالاتر از سطح دریا واقع شده‌است.

## نگارخانه

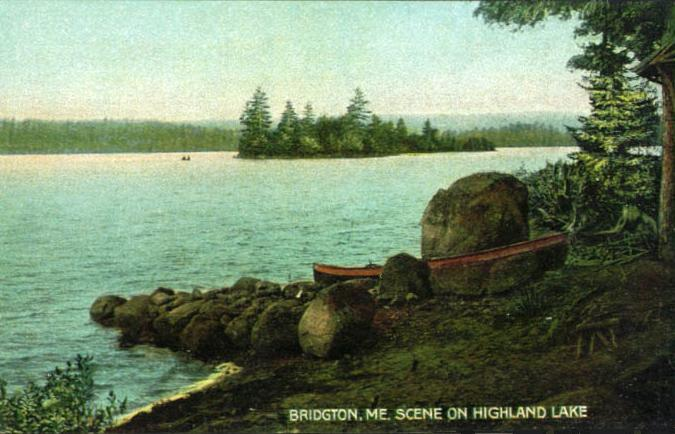
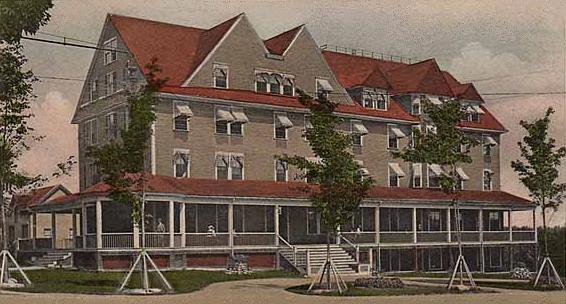
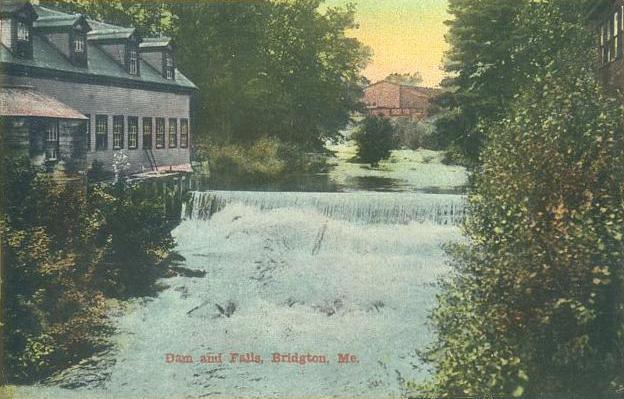